# Historia de la Rus

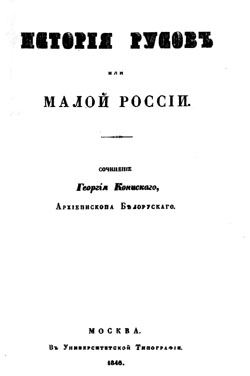

Historia de los Rus o de la Pequeña Rusia (en ruso: Исторія Русовъ или Малой Россіи) o Historia de los Rus (en ucraniano: Історія Русів) es un libro sobre la historia del pueblo Rus (ucranianos) y su estado (Ucrania o Pequeña Rusia) desde la antigüedad hasta 1769. El libro fue escrito como un ensayo político a finales del siglo XVIII por un autor anónimo, probablemente por el obispo ortodoxo ucraniano Hryhorii Konyski, y en primer lugar publicada en 1846 en Moscú, en ruso por Ósyp Bodianski.
Historia de los Rus se centra en dos ideas. En primer lugar, destacar la diferencia histórica y el antagonismo entre Rus (Ucrania) y Moscovia (Rusia). En segundo lugar, acentuar la continuidad histórica del pueblo Rus (ucranianos) de la época medieval de la Rus de Kiev hasta el estado de la Edad Moderna, los cosacos.
A pesar de numerosos errores de hecho y de exageraciones, la Historia de los Rus tuvo un gran impacto en la erudición de Ucrania y en las obras de destacados escritores ucranianos Nikolái Gógol y Tarás Shevchenko así como en la formación del discurso nacional ucraniano del siglo XIX.
Asimismo esta obra inspiró a varios poetas rusos. Así el poema Nalivaiko de Kondrati Ryléyev y el poema Poltava de Aleksandr Pushkin están escritos bajo la influencia de la lectura de la Historia de los Rus.